# Mojżesz z tablicami prawa
Mojżesz z tablicami prawa – obraz olejny holenderskiego malarza Rembrandta Harmenszoona van Rijn, wykonany w 1659 roku.
Rembrandt przez całe swoje artystyczne życie czerpał tematy dla swoich obrazów z Biblii. W 1659 roku stworzył dwa dzieła, w których opowiada historię ze Starego Testamentu. Pierwszym obrazem była Walka Jakuba z aniołem, drugim: Mojżesz z tablicami prawa.
Obraz z Mojżeszem powstał prawdopodobnie na zamówienie rajcy miejskiego, do amsterdamskiego ratusza. Trudno powiedzieć, który moment opowieści wybrał Rembrandt. Według Biblii Mojżesz dwukrotnie wyciosał w kamieniu dwie tablice przykazań. Za pierwszym razem zniszczył tablice po tym co zobaczył w obozie, który zostawił na czas jego pobytu na górze Synaj:

A Mojżesz zbliżył się do obozu i ujrzał cielca i tańce. Rozpalił się wówczas gniew Mojżesza i rzucił z rąk swoich tablice i potłukł je u podnóża góry. (Wj 32, 19)

 Drugie tablice stworzył po ponownym przymierzu z Bogiem i je również zniósł do obozu. W Biblii nie ma mowy o tym by Mojżesz za drugim razem podnosił tablice do góry w celu pokazania ich swoim pobratymcom. Prawdopodobnie Rembrandt przedstawił moment gniewu Mojżesza na swój lud. Twarz Mojżesza zgodnie z przekazem rozpromienia blaskiem po spotkaniu z Panem. W Biblii Hebrajskiej na określenie tego blasku użyto słowa geren co może oznaczać również róg. Ta dwuznaczność znaczenia była przyczyną błędnego tłumaczenia Starego Testamentu na łacińską wersję autorstwa Hieronima ze Strydonu. Późniejsze przedstawienia Mojżesza często przedstawiały go z rogami na głowie tak jest np. w rzeźbie Mojżesz Michała Anioła, tak jest i tutaj u Rembrandta.